# Liste der Schweizer Orden und Ehrenzeichen

Wappen der Schweiz

Die Schweiz und ihre Kantone gelten gemeinhin als eines der wenigen Staatswesen, das keine Orden verleiht.
Darüber hinaus besagte nach Beschluss der Bundesversammlung vom 12. September 1848 Artikel 12 der damaligen Bundesverfassung, dass «die Mitglieder der Bundesbehörden, die eidgenössischen Civil- und Militärbeamten und die eidgenössischen Repräsentanten oder Kommissarien […] von auswärtigen Regierungen weder Pensionen oder Gehalte, noch Titel, Geschenke oder Orden annehmen» dürften. Die Bundesverfassung von 1999 hob Art. 12 auf. Seit dem Jahr 2000 beschränkt sich das Verbot, Orden anzunehmen, auf das eidgenössische Bundespersonal, Angehörige der Schweizer Armee sowie auf Richter des Bundesgerichts. Diese verkürzt Ordensverbot genannte Regelung hatte Vorläufer seit dem 15. Jahrhundert.
Ehrende Auszeichnungen kommen hingegen auch heute in der Schweiz vor. Im Kanton Zürich sind es beispielsweise die Goldene Ehrenmedaille und der Silberne Löwe (siehe unten). Ausserdem werden verdiente Persönlichkeiten mit dem Ehrenbürgerrecht einer Gemeinde ausgezeichnet.
Folgende Schweizer Orden und Ehrenzeichen sind bekannt:

## Eidgenossenschaft
- Eidgenössische Verdienstmedaille für den Grenzschutz zu Basel 1792 für die Truppen der verbündeten Stände (1792)
- Medaille der Wiedervereinigung (1814)
- Medaille 1815 (15. Oktober 1815[1])
- Medaille vom 10. August 1792 (1817)
- Medaille auf die Grenzbesetzung 1914
- Medaille der Schweizerischen Nationalspende von 1918 für die Soldaten und ihre Familien (1918)

## Kantone

### Kanton Bern
- Militärische Verdienstmedaille des Kantons Bern (1750)

### Kanton Luzern
Historische Auszeichnungen
- Militär-Verdienstmedaille des Kantons Luzern (1815)
- Militär-Verdienstmedaille des Kantons Luzern von 1844

Aktuelle Auszeichnungen
- Ehrennadel der Stadt Luzern, wird vom Stadtrat (städtische Exekutive) für Verdienste um das Wohl der Stadt überreicht

### Kanton Obwalden
- Militär-Verdienstmedaille des Kantons Obwalden von 1845

### Kanton Solothurn
- Militär-Verdienstmedaille des Kantons Solothurn (1814)

### Kanton Uri
- Militär-Verdienstmedaille des Kantons Uri von 1845

### Kanton Zürich
Historische Auszeichnungen
- Verdienstmedaille für den Bauernaufstand von Wädenswil (1646)
- Militär-Verdienstmedaille (1776)
- Militär-Verdienstmedaille (1804)

Aktuelle Auszeichnungen
- Goldene Ehrenmedaille, wird vom Regierungsrat Kulturschaffenden, Politikern und Staatsgästen vergeben[2]
- Silberner Löwe, wird vom Kantonsrat verdienten Politikern verliehen
- Stadtsiegel, wird vom Stadtrat (städtische Exekutive) für gesellschaftliches Engagement überreicht

## Schweizer Armee
Die Schweizer Armee verleiht ebenfalls Auszeichnungen. Diese werden erteilt, wenn eine ganz bestimmte, im Voraus bekannte Leistung erbracht wird und können daher prinzipiell jedem Soldaten verliehen werden.
- Dienstleistungsabzeichen (für Diensttage)
- Ausserordentliche Leistungen-Auszeichnung
- Hochgebirgsabzeichen
- Schiessauszeichnungen (Sturmgewehr/Pistole)
- Ausbildungsauszeichnungen (Kameradenhilfe/ABC-Abwehr, Wasserfahrer, Richter)
- Militärsportauszeichnungen
- Ausserdienstliche Tätigkeiten-Auszeichnung
- Inlands-Einsatz-Auszeichnung
- Kosovo-Einsatz-Auszeichnung
- Bosnien-Herzegovina-Einsatz-Auszeichnung
- Korea-Einsatz-Auszeichnung
- Namibia-Einsatz-Auszeichnung
- West Sahara-Einsatz-Auszeichnung
- Peace Support-Einsatz-Auszeichnung
- UN Military Observer-Einsatz-Auszeichnung
- Partnerschaft für den Frieden-Auszeichnung
- Lange Ausland-Abkommandierungs-Auszeichnung